# Cartes du Japon
 (septembre 2016).
Le plus ancien terme connu utilisé en japonais pour carte du Japon semble être kata (形, approximativement « forme »), probablement utilisé jusqu'au VIIIe siècle environ. Durant l'époque de Nara, le terme zu (図) entre en usage mais le terme le plus largement utilisé et associé aux cartes du Japon pré moderne est ezu (絵図, 
approximativement « image de schéma »). Comme le terme l'indique, les ezu ne sont pas nécessairement des représentations géographiquement précises d'un paysage physique, comme est généralement la perception associée aux cartes des temps modernes, mais des images picturales comprenant souvent un paysage spirituel en plus de la géographie physique. Les ezu se concentrent souvent sur la transmission d'informations relatives par opposition à l'adhésion au contour visible. L'ezu d'un temple par exemple peut inclure le paysage environnant et des nuages pour donner une impression de la nature, des personnages pour donner une idée de comment l'espace représenté est utilisé et une échelle d'après laquelle les bâtiments les plus importants (par leur usage ou ce qu'ils représentent symboliquement) peuvent apparaître plus grands que les moins importants, indépendamment de leur taille physique réelle.
À la fin du XVIIIe siècle, les traducteurs de néerlandais à Nagasaki traduisent le mot kaart (« carte » en néerlandais) par chizu (地図, maintenant la traduction généralement admise pour « carte ») en japonais.
De 1800 (ère Kansei 12) jusqu'en 1821 (ère Bunsei 4), Inō Tadataka mène une levée topographique et un projet cartographique parrainés par le gouvernement. Cette entreprise est considérée comme la première enquête géographique moderne du Japon et la carte fondée sur ces relevés devient largement connue sous le nom Ino-zu. Plus tard, le gouvernement de Meiji commence officiellement à utiliser le terme japonais chizu dans le système d'éducation, consolidant ainsi l'usage du terme pour « carte ».

## Présentation
D'une manière générale, les cartes traditionnelles japonaises sont très diverses dans le style, la représentation et la fonction et sont souvent conçues pour une utilisation pratique. Il est moins fréquent pour les cartes de servir à des fins littéraires ou décoratives comme c'est le cas en Occident et elles sont plutôt utilisées pour différencier des rizières sur le territoire d'un manoir féodal ou l'orientation au sein d'un complexe de temple. Tel est le cas par exemple d'une carte de pèlerinage de l'époque d'Edo représentant le trajet et l'emplacement des gîtes sur la route entre Kyoto et Edo, avec des représentations de personnages sur le chemin et des distances entre les arrêts différenciées non pas par la distance relative entre eux mais par des marques numériques parce que la notion d'échelle comme elle est reconnue aujourd'hui en Occident n'est généralement pas utilisée. Cette compression et expansion de l'espace, nécessaires pour souligner certaines qualités de la zone représentée, est une caractéristique importante des cartes traditionnelles japonaises comme l'est l'inclusion régulière de texte car textes et images ne sont pas séparés au Japon au même degré - et de loin - qu'en Occident. La perspective sur les cartes japonaises traditionnelles peut aussi être source de confusion pour le spectateur occidental moderne car les cartes sont souvent conçues pour être observées à partir de plusieurs points de vue simultanément puisqu'elles sont souvent posées sur le plancher tandis que les spectateurs sont assis en cercle autour. En conséquence, de nombreuses cartes n'ont pas de système d'orientation unifié (tels que le nord en haut), avec des étiquettes apparaissant parfois inexactes à chacun.
Une grande partie des concepts fondamentaux de l'espace tel qu'il est représenté sur les cartes japonaises peut être attribuée à la géomancie chinoise et aux cosmologies bouddhiste arrivées au Japon aux VIIe et VIIIe siècles. Les cosmologies bouddhistes représentent le monde tel qu'il censé exister dans le cadre religieux approprié, comprenant souvent des sites mythiques comme le nombril du monde et des terres au-delà de la mer habitée par des monstres. En ce sens, les cartes du monde sur la base de la cosmologie bouddhiste ressemblent souvent très peu au « monde réel », même si beaucoup ont au moins des représentations relativement précises du Japon, de la Corée, de la Chine et de l'Inde. La géomancie chinoise apporte l'orientation et un système de grille régulière, comme en témoigne le plan des rues de Kyoto établi sur le plan de l'ancienne capitale chinoise de Chang'an. L'orientation Nord-Sud, comme en Chine, semble aussi avoir été évidente dans le plan de l'ancienne capitale (672-686 AD) de Naniwa (moderne Osaka). Ainsi, bien que de nombreuses cartes traditionnelles japonaises sont caractérisées par la malléabilité de l'espace et le manque d'importance d'une représentation précise du paysage physique, la direction, la distance et l'orientation relative sont cependant assez importantes.
Beaucoup des premières cartes japonaises ne sont pas exactes selon les normes occidentales. Cela s'explique en partie parce que le Japon est une société fermée pendant plusieurs siècles (voir sakoku). Les japonais restent également longtemps indifférents à la notion d'exploration. Par ailleurs, il est interdit de voyager aux citoyens ordinaires de la société féodale japonaise. « En fait, le gouvernement japonais à Edo (Tokyo), n'avait aucun intérêt à dresser des cartes précises parce que celles-ci auraient pu être utilisées par les ennemis pour obtenir un avantage militaire ». Distorsion et falsification de cartes sont des phénomènes connus pendant la Seconde Guerre mondiale. De fait, il y a eu des interrogations pour savoir si les cartes japonaises que s'étaient procuré les Alliés avaient été délibérément falsifiées pour confondre leurs troupes. Vers la fin de la guerre, l'Army Map Service (en) publie une annonce qui selon laquelle la plupart des cartes japonaises, bien que parfois pas à jour, sont véridiques et peuvent être utilisées. « En général, les cartes autochtones du Japon sont fiables. Avant le déclenchement de la guerre, il a été allégué que les Japonais avaient falsifié certaines feuilles dont ils ont permis plus tard qu'elles tombent antre nos mains. Des vérifications ponctuelles par rapport à des photographies aériennes n'ont révélé aucune preuve pour étayer cette affirmation. Cependant, sur certaines de ces cartes, les zones militaires pertinentes ont été laissés entièrement vierges. Les États-Unis disposent d'une couverture de base au 1:50,000 pour pratiquement tout le Japon et d'une couverture au 1:25,000 pour environ un quart du Japon. Cependant, ces cartes ne montrent pas les transformations majeures de caractéristiques artificielles qui ont eu lieu au Japon depuis 1941. Pour cette raison, les cartes japonaises autochtones sont obsolètes et leur fiabilité de base est diminuée. Il est par conséquent très important qu'un jeu de carte à grande échelle ou des listes trig (?) prises aux Japonais soient rapidement transmis au chef des ingénieurs à Washington, DC. Cela est essentiel aussi parce que nous possédons les coordonnées géographiques pour environ 1/10 des quelque 40 000 stations géodésiques installées au Japon ».

## Histoire

### Première cartes
La carte la plus ancienne connue au Japon est un dessin topographique découvert sur un mur de pierre à l'intérieur d'un tombeau dans la ville de Kurayoshi, préfecture de Tottori, daté du VIe siècle. Représentant un paysage de maisons, de ponts et de routes, il semble avoir été fait non pas pour des raisons pratiques de navigation mais plutôt comme une sorte de cartographie céleste donnée aux morts afin de les aider à maintenir un lien avec le monde des vivants et leur permettre de s'orienter lorsqu'ils s'engagent dans l'autre monde. Des cartes similaires ont également été trouvées dans d'autres tombes kofun. Il est aussi prouvé que des outils au moins rudimentaire d'arpentage sont déjà en usage à cette époque. L'une des plus anciennes références écrites aux cartes dans une source japonaise se trouve dans le Kojiki, plus ancienne (quoique largement mythologique) histoire du Japon dans laquelle sont mentionnés les registres fonciers . L'autre grande histoire ancienne, le Nihon Shoki de 720, décrit une carte de l'ancienne ville de Naniwa (moderne Osaka). La première carte de relevés provinciaux semble dater de 738, comme décrit dans le Shoku Nihongi. Les premières cartes encore existantes du Japon datent du VIIIe siècle et représentent les propriétés de parcelles carrées de riz orientées vers les quatre points cardinaux. Les sanctuaires shinto possèdent des cartes qu'ils utilisent pour la réforme agraire, la différenciation des biens et les propriétés foncières. Le système par lequel ces cartes sont mesurées est appelé jōri, mesuré en unités appelées tan et tsubo.

### Rizières
En 646 (ère Taika 2), la cour de l'empereur Kōtoku (孝徳天皇, 597?-654) met en œuvre le Handen sei (班田制, littéralement « ancien système foncier ») et demande à chaque province de présenter des cartes de leurs terres, connues sous le nom denzu (田図, approximativement « carte d'image de rizières »). Cette entreprise est considérée comme la première tentative au Japon de dessiner des paysages précis (par opposition à des représentations) sur cartes illustrées.

### CartesGyōki-zu
Durant le règne de l'empereur Shōmu (聖武天皇, 701-756), sont dressées des cartes appelées Gyōki-zu (行基図), ainsi nommées d'après le grand-prêtre Gyōki (高僧, 668-749). Gyōki lui-même a servi comme ingénieur civil, bien qu'il n'existe pas de relations directes explicitement connues entre lui-même et les cartes. Le lien entre son nom et le terme Gyōki-zu paraît dériver de son autorité en tant que prêtre et les relations  perçues entre les cartes et les rites de géomancie destinées à chasser les mauvais esprits. Le terme Gyōki-zu est répandu et utilisé pour désigner les cartes qui illustrent les routes de la capitale impériale vers chaque province au Japon. Ces cartes couvrent une zone plus large et comprennent une plus grande partie de ce qui est alors reconnu comme le Japon, donnant une idée de l'étendue du territoire connu à l'époque. Les cartes de ces premiers relevés (menés en 646, 738 et 796), montrent que l'extrémité nord-est du Japon se trouve près de l'île de Sado, l'extrémité ouest est Kyūshū et l'extrémité méridionale la pointe de Shikoku, indiquant un sens relatif de l'orientation mais un manque de connaissance des véritables directions cardinales puisque Kyūshū s'étend beaucoup plus loin au sud que Shikoku et que Sado est plus proche du nord que du nord-est. Plus importante est la position relative, notamment en termes de relation entre la capitale située dans la province de Yamashiro (moderne préfecture de Nara), et tant que les cartes représentent avec précision cette relation, elles sont considérées utiles. Le style et l'orientation des Gyōki-zu est beaucoup plus en ligne avec la vue d'ensemble des cartes japonaises comme décrit ci-dessus et c'est ce style qui forme le cadre dominant dans la cartographie japonaise jusqu'à la fin des périodes médiévales et d'Edo.
« Les plus anciennes cartes japonaises attribuées à un prêtre bouddhiste appelé Gyōki Bosatsu (668-749), montrent une curieuse affinité avec les panneaux d'affichage modernes dans les parcs publics. Un schéma de boucles de contour montrant la propriété et les limites des terres, avec le sud généralement au sommet, caractérisent cette forme de cartographie, réponse à la nécessité pour le gouvernement d'obtenir des informations pour les besoins du système féodal. Des exemplaires de ces enquêtes foncières de l'époque de Nara au VIIIe siècle (nommée d'après l'ancienne capitale japonaise) nous sont parvenus. Ils sont lisibles et instructifs mais sans rapport avec d'autres aspects attendus d'exactitude. Bien qu'aucune des cartes de la main de Gyōki n'existe de nos jours, des cartes cadastrales dans son style sont conservées au Shōsō-in, archives impériales de l'époque et sont exposées  à l'occasion dans la ville de Nara. Le style Gyōki représente la fidélité à une tradition valide. Ces boucles schématiques d'information, plutôt que des formes réalistes, se  poursuivent ainsi jusqu'au XIXe siècle, tout comme les complexes cartes bouddhistes du monde qui sont également sans rapport avec la connaissance des formes de la terre et de la mer du monde connu mais plutôt des cartes d'un paysage spirituel ».

### Manoirs et villages
Au cours de la période des Handen sei, les principaux temples bouddhistes, les sanctuaires shinto et les familles loyales acquièrent des champs et étendent leurs shōen (荘園, littéralement. manoirs). À la manière des denzu, ils dressent des cartes de leurs shōen. La plus ancienne carte connue de shōen est appelée Sanukikoku yamadagun gufuku jiryo denzu (讃岐国山田郡弘福寺領田図). Ces denzu sont souvent dessinées sur des toiles de lin. Le système shoen reste en usage durant toute la période médiévale et en fait, la plupart des shōen encore existant remontent à l'époque de Kamakura (1185–1333). La tradition des shōen-ezu est continuée par les mura-ezu (村絵図, « carte image de villages »). Les mura-ezu sont des cartes illustrées planes de villages individuels, établies en fonction de diverses circonstances telles que l'envoi de fonctionnaires et l'inspection des terres, entre autres. Quelques mura-ezu sont dressées par des professionnels appelés eshi (絵師, approximativement « maître dessinateur ») ou ezushi (絵図師, approximativement « maître de carte illustrée »).

### Influence européenne
Au cours de la seconde moitié du XVIe siècle et au-delà, la cartographie traditionnelle japonaise est influencée par les techniques occidentales pour la première fois avec l'arrivée du savoir des Néerlandais et des Portugais au port de commerce de Nagasaki. La théorie de la Terre comme une sphère semble apparaître avec François Xavier aux environs de 1550 et Oda Nobunaga passe pour avoir possédé un des premiers globes arrivés au Japon (le premier globe précis de fabrication nationale japonaise est réalisé en 1690). Le Japon voit ainsi pour la première fois des cartes complètes du monde, ce qui modifie les notions de la cosmologie bouddhiste en accord avec la géographie physique. La première carte connue de style européen est imprimée à Nagasaki en 1645 ; le nom du créateur de la carte est toutefois inconnu. Des cartes du monde sont fabriquées au Japon mais elles sont souvent dorées et largement utilisés à des fins décoratives, par opposition à des fins de navigation, et placent souvent le Japon au centre du monde (de nombreuses cartes modernes imprimées au Japon sont centrées sur le Japon et l'Océan pacifique contrairement aux traditionnelles cartes du monde occidentales généralement centrées sur l'Europe et l'Océan Atlantique). Les cartes marines utilisées pour la navigation fabriquées au Japon au XVIIe siècle sont tout à fait exactes dans les représentations de l'Est et de l'Asie du Sud-Est mais sont déformées dans d'autres parties de la carte. Le développement se poursuit aussi dans les styles traditionnels comme les Gyōki-zu, dont les versions améliorées et plus précises sont appelées cartes de type Jōtoku. Sur ces cartes Jōtoku, le littoral est plus défini et les cartes sont généralement plus précises selon les normes modernes. Le nom Jōtoku est dérivé du nom d'un temple dans la province d'Echizen (moderne préfecture de Fukui), d'après une carte dressée par Kanō Eitoku.
Les premières tentatives pour créer une carte englobant l'ensemble du Japon sont entreprises par Toyotomi Hideyoshi en 1591, à la fin de la période Sengoku. Cependant, ce n'est pas avant l'époque d'Edo qu'un projet de cette nature est mené à bien avec succès.

### Provinces de l'époque d'Edo

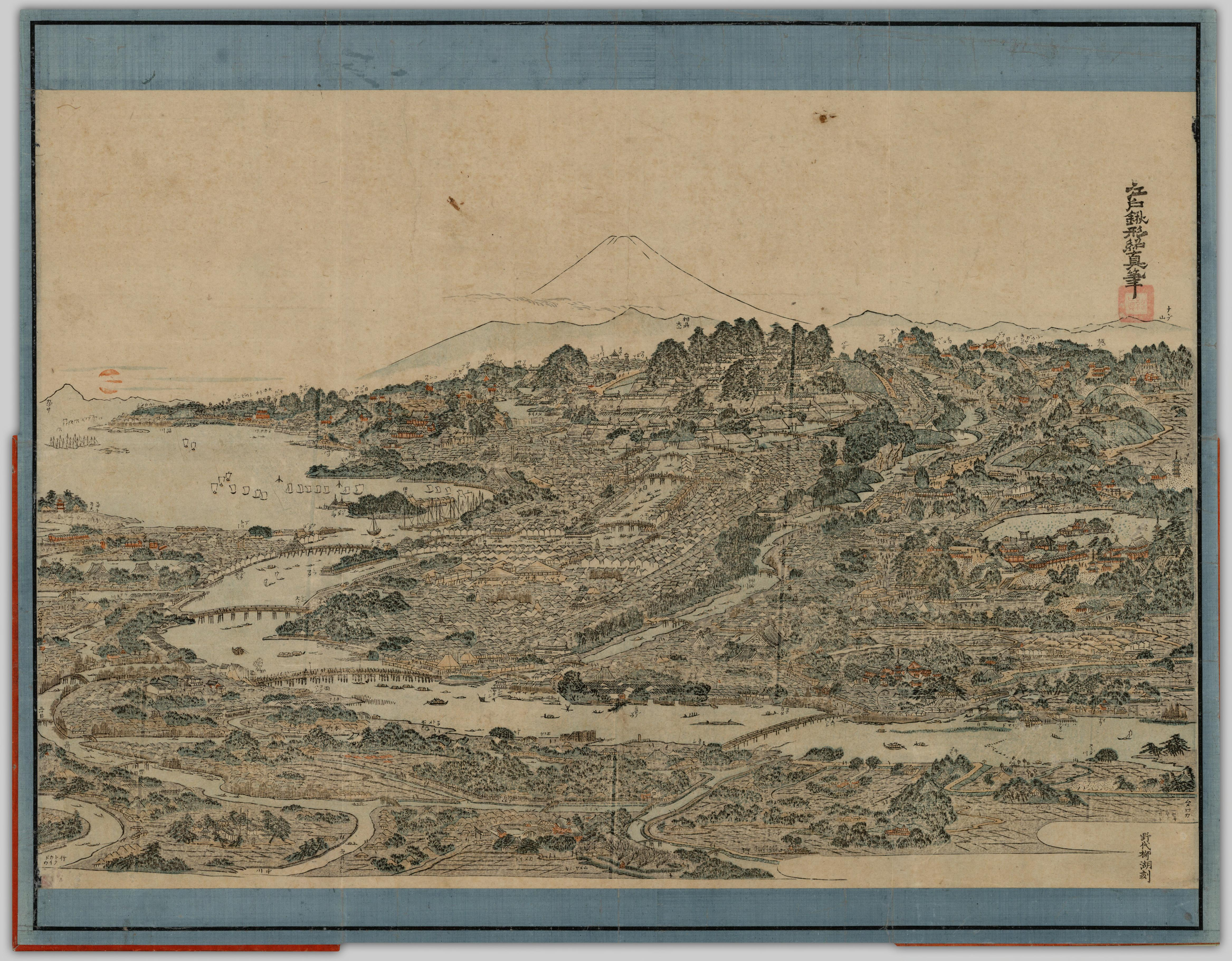
Vue panoramique des lieux notables d'Edo

Le shogunat Tokugawa lance un projet cartographique sur plusieurs années. Les kuni-ezu sont des cartes de chaque province du Japon dont le gouvernement d'Edo (江戸幕府, 1603–1867) ordonne la création dans les années 1644 (Shōhō1), 1696 (ère Genroku 9) et 1835 (ère Tenpō 6). Les noms pour chacune des trois kuni-ezu sont tirés des noms en japonais des ères du Japon (nengō, « nom de l'année ») au cours desquelles elles sont dressées : Shōhō kuni-ezu, Genroku kuni-ezu et Tenpo kuni-ezu. Le but des kuni-ezu  est de préciser clairement non seulement la transformation des frontières des provinces, des routes, des montagnes et des rivières mais aussi l'augmentation du kokudaka (石高, littéralement production de riz) à la suite du développement de nouvelles rizières. Les cartes de chaque province sont dessinées sur une seule feuille à l'exception des provinces de Mutsu koku (陸奥国, province de Mutsu), Dewa koku (出羽国, province de Dewa), Echigo koku (越後国, province d'Echigo) et Ryūkyū koku (琉球国, province de Ryūkyū) pour lesquelles plusieurs feuilles sont utilisées. Les Genroku kuni-ezu (1696) décrivent l'étendue territoriale du Japon comme allant de sud de Sakhaline et des îles Kouriles au nord aux îles Ryūkyū et Yonaguni au sud. Cependant, un défaut majeur de ces cartes est le manque de fiabilité des techniques d'arpentage qui impliquent souvent des longueurs de corde qui se déforment facilement, ce qui entraîne également des distorsions dans les cartes dressées d'après ces relevés. Ce défaut est toutefois largement considéré comme inévitable. En 1719, le gouvernement Edo crée une carte couvrant l'ensemble du Japon sur la base de la Genroku kuni-ezu et complétée par la Nihon ezu (日本絵図, littéralement « Carte illustrée du Japon »). Les cartes des routes terrestres, des routes maritimes, des villes et des châteaux deviennent toutes plus précises et détaillées sur une plus petite échelle à cette époque.

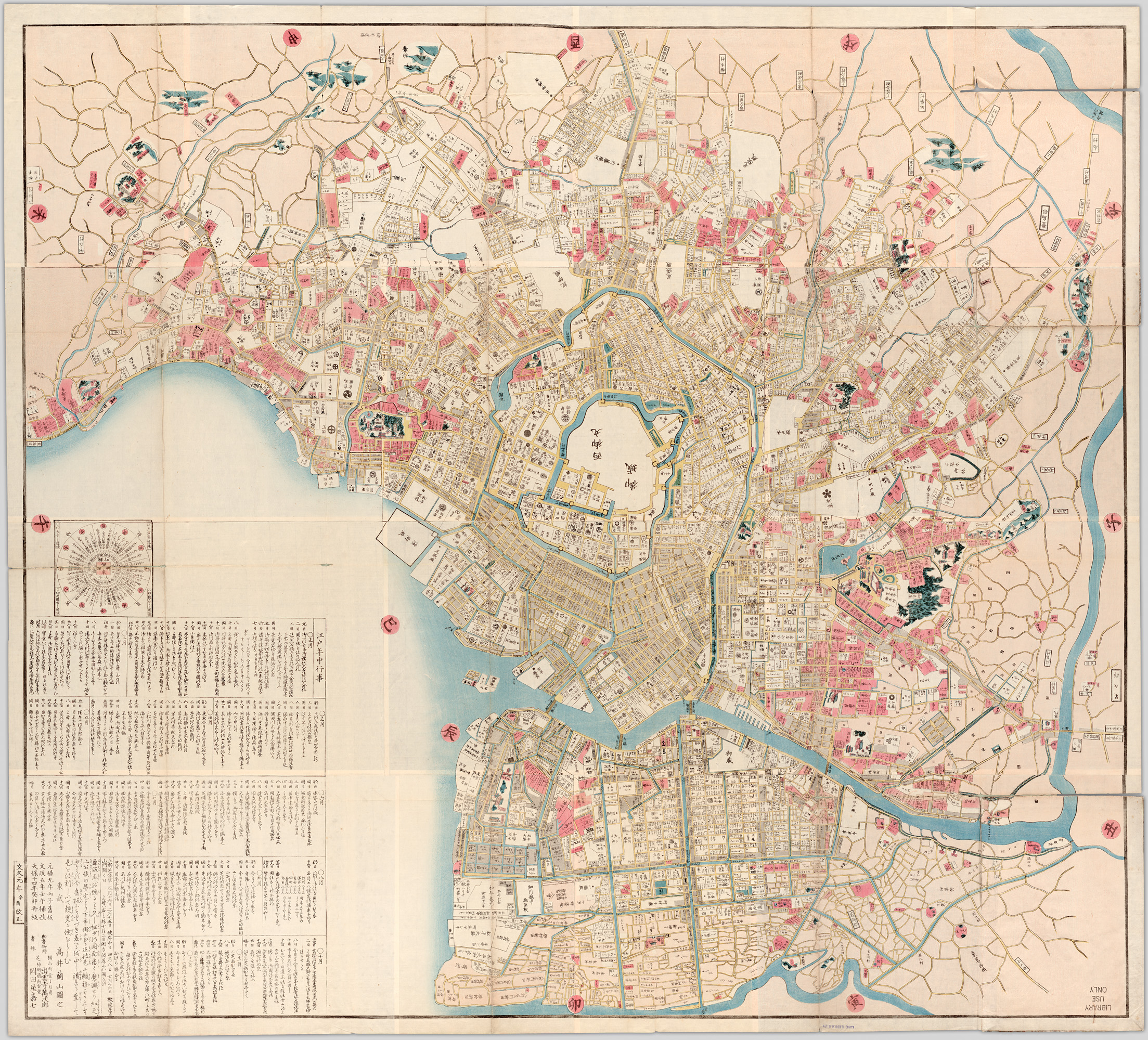
Grand plan d'Edo révisé au cours de l'ère Bunkyū.

En 1789 (Ère Kansei 1), Kutsuki Masatsuna publie Explication illustrée de la géographie de l'Occident (泰西輿地図說, Taisei yochi zusetsu). Ce daimyo est un érudit du rangaku et cet ouvrage d'un ancien géographe intègre les concepts occidentaux de techniques de réalisation de cartes.

### Ino-zu
Inō Tadataka (伊能忠敬, 1745–1818), géomètre et cartographe de la fin de l'époque d'Edo, commence à apprendre l'astronomie occidentale à l'âge de 52 ans. Il consacre 16 années à la mesure de paysages japonais mais décède avant que soit terminée une carte complète du Japon. La carte, appelée Ino-zu, est achevée en 1821 (ère Bunsei 4) sous la direction de Takahashi Kageyasu (高橋景保, 1785–1829). En 1863, le département hydrographique de la Marine royale britannique publie la carte du plateau maritime autour des îles japonaises sur la base de l'Ino-zu et la localisation géographique précise du Japon devient largement connue. Au cours de l'ère Meiji, diverses cartes du Japon sont créées à partir de la carte Ino-zu. Cependant, l'Ino-zu originale  est perdue dans un incendie à la résidence impériale en 1873.

### De l'ère Meiji à aujourd'hui
Durant le Chiso kaisei (地租改正, littéralement « réforme de la taxe foncière ») de l'ère Meiji commencée en 1874 (Meiji 7), les villages dans tout le Japon créent des cartes appelées jibiki-ezu (地引絵図, approximativement « cartes illustrées des terres »). Les jibiki-ezu combinent les techniques des mura-ezu et du début de composition des cartes modernes. Avec le tournant vers une conception de style occidental de la nation et un désir de s'intégrer à la société mondiale, la plupart des relevés et des cartes officielles à partir de la période Meiji ressemblent généralement à la cartographie de style occidental reconnue qui tient à l'exactitude physique et au détail. Cependant, les cartes plus « abstraites » ou « représentationelles » ne disparaissent pas et continuent d'être utilisées à ce jour pour les plans de temples et de sanctuaires, la documentation touristique etc.
« Entre l'ère Meiji et la fin de la Seconde Guerre mondiale, la production de cartes au Japon est menée par le département de l'arpentage de l'état-major du quartier général de l'ancienne Armée impériale japonaise. Non seulement ce département produit-il des cartes du territoire japonais, il crée également des cartes des zones en dehors du territoire japonais, zones appelées gaiho-zu. Actuellement, les gaiho-zu comprennent les cartes des anciens territoires japonais et sont principalement dessinées à des échelles allant du 1:25,000 au 1:500,000. Leur couverture géographique s'étend à l'Alaska au nord, couvrant des domaines de la partie continentale des États-Unis vers l'est, le sud et l'ouest de l'Australie à des régions du Pakistan et de l'Afghanistan, y compris Madagascar. Les méthodes de production de carte varie selon qu'elles sont produites par des relevés réalisés par des escadrons japonais d'arpentage, qu'elles reproduisent des cartes produites à l'étranger ou encore selon des enquêtes secrètes menées par ordonnance cachetée. Comme ces cartes ont été réalisées pour des nécessités militaires, la plupart des gaiho-zu ont été classées secrètes et après la guerre, beaucoup d'entre elles ont été détruites ou confisquées. Grâce aux efforts des chercheurs, certains gaiho-zu toutefois sont accessibles à des institutions telles que l'Université du Tōhoku. Par ailleurs, certaines gaiho-zu sont parvenues et sont présentées à l'Université de Kyoto, l'Université féminine d'Ochanomizu, l'Université de Tokyo, l'Université de Hiroshima, l'Université de Komazawa et d'autres institutions. Bien que ces cartes ont été préparées à des fins militaires, elles ont une grande valeur car elles constituent des registres précis et scientifiques de paysages de la terre entre la fin du XIXe siècle et la première moitié du XXe siècle ».

## Source de la traduction
- (en) Cet article est partiellement ou en totalité issu de l’article de Wikipédia en anglais intitulé « Japanese maps » (voir la liste des auteurs).